# Ixodes soricis
Ixodes soricis este o specie de căpușe din genul Ixodes, familia Ixodidae, descrisă de Charles Stuart Gregson în anul 1942. Conform Catalogue of Life specia Ixodes soricis nu are subspecii cunoscute.